# Constitution des Samoa
Pour un article plus général, voir Politique aux Samoa.
Lire en ligne

Consulter

La Constitution des Samoa est la norme juridique suprême qui régit l'organisation des pouvoirs politiques au sein de l'État indépendant des Samoa.

## Histoire
Adoptée en 1960, la Constitution entre en vigueur le 1er janvier 1962, lorsque le pays devient indépendant de la Nouvelle-Zélande. Elle instaure une démocratie parlementaire fondée sur le modèle britannique, adaptée pour prendre en compte les coutumes samoanes.
Le 4 juillet 1997, un amendement constitutionnel change le nom des Samoa occidentales en Samoa, ou État indépendant des Samoa en forme longue.

## Sources

## Compléments